# Toni Kovačević
Toni Kovačević (Odžak, 15 gennaio 1983) è un pallavolista croato, di ruolo schiacciatore. È alto 198 cm.

## Carriera
Ha iniziato la sua carriera agonistica nel Campionato croato con la squadra Mladost Zagabria  dove ha giocato fino alla stagione 2002-2003 vincendo 3 coppe di Croazia e 3 campionati croati. Nella stagione 2003-2004 viene richiamato tra le file del VFB Friedrichshafen' dove vince il campionato Tedesco.
Nel 2004 stipula un contratto pluriennale con la Sisley Volley di Treviso e nella stagione 2004-2005 vince supercoppa italiana, la coppa Italia e il campionato. nella stagione 2005-2006 viene dato in prestito alla Codyeco Santa Croce e nel 2006-2007 alla Famigliulo Corigliano nella quale diventa l'elemento fondamentale della formazione guidata dall'allenatore Alberto Giuliani, ottenendo ottimi risultati e portando la squadra nella massima serie. Nella stagione successiva rimane nel roster della squadra Calabrese.
Nel campionato 2008-2009 Kovacevic è in forza alla Top Volley di Latina dove vince la Coppa Italia di A2 per la prima volta nella sua carriera.
Il suo ruolo è quello di schiacciatore, lo stesso ruolo che ricopre nella squadra nazionale Croata con la quale nel 2006 si è aggiudicato la medaglia d'argento all'European League.
Toni Kovacevic ha chiesto, con due giornate di anticipo sul termine della stagione regolare (2010/2011), di poter lasciare la Yoga Volley Forlì e trasferirsi in Kuwait, dove è stato chiamato a disputare il finale di campionato
La Yoga Volley Forlì, a fronte della richiesta dell'atleta, ha concesso il trasferimento dell'atleta.

## Palmarès

### Club
- Campionato Croato (3)
  - Anno: 2001, 2002, 2003
- Coppa di Croazia (3)
  - Anno: 2001, 2002, 2003
- Campionato tedesco (1)
  - Anno: 2004
- Supercoppa Italiana (1)
  - Anno: 2004
- Coppa Italia A1 (1)
  - Anno: 2005
- Campionato Italiano A1 (1)
  - Anno: 2005
- Coppa Italia A2 (1)
  - Anno: 2009

### Nazionale (competizioni minori)
- European League 2006